# Đa Minh Trạch
Đa Minh Trạch là người Giáo hoàng Lêô XIII phong làm Chân Phước ngày 21-05-1900. Giáo hoàng Gioan Phaolô II phong ông là bậc Hiển Thánh ngày 19 tháng 6 năm 1988.
Ông sinh năm 1793 tại họ Ngoại Vối, nay thuộc xã Nam Thái, huyện Nam Trực, tỉnh Nam Định, thuộc giáo phận Bùi Chu thời vua Gia Long. Ông học chương trình ở chủng viện và thụ phong linh mục lúc 30 tuổi. Sau đó Ông xin nhập dòng Đa minh được khấn ngày 3 tháng 6 năm 1825.
Ngày 11-04-1840, Đa Minh Trạch bị bắt ngay tại chỗ ở làng Ngưỡng Nhân rồi giải về phủ Xuân Trường giao cho quan phủ xử lý. Lúc bị bắt Ông ở tình trạng sức khỏe yếu vì đang bị bệnh lao phổi. Trong tù chính ông đã khuyến khích cho các tín hữu khác cùng bị bắt. Đặc biệt, chính ông đã cổ động được niềm tin của Thomas Toán, người trước đó đã từ bỏ đạo Công giáo. Mặc dù bị tra tấn ông vẫn cố gắng chịu đựng, không sợ cũng không hối cải về những việc mình đã làm.
Ngày 18 tháng 9 năm 1840, triều đình cho ông một cơ hội cuối cùng, theo đó, ông sẽ được ân xá nếu chấp nhận bước qua Thánh Giá, nhưng ông vẫn tiếp tục từ chối. Cuối cùng, quan lính dẫn ông tới pháp trường, binh lính tháo gông và xiềng xích cho ông. Khi lệnh của quan lớn được phát quyết, ông chịu một nhát chém và đầu đã rơi xuống.